# 360清理大师
360清理大师（英語：360 Clean Droid，原名安卓清理大师）由360安全中心推出的一款操作简单的手机清理软件，主要功能有垃圾清理、隐私清理、首创毫秒加速技术、自启软件封锁、系统检测等功能。360清理大师称「最强力清理神器」，解决手机卡慢问题。

## 發展歷史
- 2009年，360清理团队推出手机清理加速功能。
- 2014年3月18日，360清理大师正式推出。
- 2014年11月12日，360清理大师发布五层防误删的功能。[4][5]